# 18e arrondissement de Paris

Blason du de Paris.

Logo du de Paris.

Le 18e arrondissement de Paris est un des vingt arrondissements de Paris. Situé sur la rive droite de la Seine, il comprend une partie des anciennes communes de Montmartre et de la Chapelle, rattachées à Paris en 1860. Il est le troisième arrondissement de la ville par sa population, après le 15e arrondissement et le 20e arrondissement. La moitié orientale est limitrophe de Saint-Denis et d'Aubervilliers (quartier de la Goutte-d'Or ; quartier de la Chapelle) tandis que la moitié occidentale est limitrophe de Saint-Ouen-sur-Seine (quartier des Grandes-Carrières ; quartier de Clignancourt). La limite nord de l'arrondissement est constituée par le Boulevard périphérique, entre la porte de Saint-Ouen et la porte d'Aubervilliers. Ses autres limites sont formées à l'ouest par le 17e arrondissement de Paris, au sud par les 9e et 10e arrondissements et à l'est par le 19e arrondissement.
Aux termes de l'article R2512-1 du Code général des collectivités territoriales (partie réglementaire), il porte également le nom d'« arrondissement des Buttes-Montmartre », mais cette appellation est rarement employée dans la vie courante.

## Historique
Le 18e arrondissement est créé par la loi du 16 juin 1859, qui a porté le nombre d'arrondissements de douze à vingt dans le cadre de l'annexion des faubourgs situés entre les fortifications de l'enceinte de Thiers et le mur des Fermiers généraux. Il est formé à partir de plusieurs portions de communes : des majeures parties de Montmartre et de La Chapelle ainsi que de petites parties de Saint-Ouen-sur-Seine et de Batignolles-Monceau.

## Administration
Les personnalités exerçant une fonction élective dont le mandat est en cours et en lien direct avec le territoire du 18e arrondissement de Paris sont les suivantes :
| Élection     | Territoire                                                 | Titre                       | Nom                  | Tendance politique | Tendance politique | Début de mandat | Fin de mandat |
| ------------ | ---------------------------------------------------------- | --------------------------- | -------------------- | ------------------ | ------------------ | --------------- | ------------- |
| Municipales  | 18e arrondissement de Paris                                | Maire du 18e arrondissement | Éric Lejoindre       |                    | PS                 | 13 avril 2014   | 2026          |
| Municipales  | Ville de Paris (15 conseillers de Paris dans le 18e arrdt) | Maire de Paris              | Anne Hidalgo         | 5 avril 2014       | PS                 |                 | 2026          |
| Législatives | 3e circonscription - 18e ouest                             | Députée                     | Léa Balage El Mariky |                    | LÉ                 | 8 juillet 2024  | juillet 2029  |
| Législatives | 17e circonscription - 18e est et nord                      | Députée                     | Danièle Obono        |                    | FI                 | 21 juin 2017    | juillet 2029  |
| Législatives | 18e circonscription - 18e sud                              | Député                      | Aymeric Caron        |                    | REV                | 22 juin 2022    | juillet 2029  |

### Mairie d'arrondissement
| Élection    | Identité               | Parti | Notes                                 |
| ----------- | ---------------------- | ----- | ------------------------------------- |
| 2014        | Éric Lejoindre         | PS    | Élu en 2014 et 2020.                  |
| 2003        | Daniel Vaillant        | PS    | Élu en 2003 et 2008.                  |
| 2001        | Annick Lepetit         | PS    | Élue en 2001, démissionnaire en 2003. |
| 1995        | Daniel Vaillant        | PS    | Élu en 1995.                          |
| 1983        | Roger Chinaud          | UDF   | Élu en 1983 et en 1989.               |
| 1968        | Antoinette Binoche     |       | .                                     |
| 1960        | Constant Teffri        |       | .                                     |
| 1950        | Jean Lelandois         |       | .                                     |
| 1946        | Odilon Arrighi         |       | .                                     |
| 1941        | Hyancinthe Servonnet   |       | .                                     |
| 1940        | François Georges-Picot |       | .                                     |
| 1906 à 1926 | Édouard Kleinmann      |       | .                                     |
| 1871        | Georges Chaligny       |       | .                                     |
| 1870        | Georges Clemenceau     |       | .                                     |
| 1869        | Achille Labat          |       | .                                     |
| 1862        | Léon Le Blanc          |       | .                                     |
| 1860        | Michel de Tretaigne    |       | .                                     |

### Représentation politique
(août 2025).
| Secteur       | Arrondissement | Conseillers de Paris | Conseillers de Paris | Conseillers de Paris | Conseillers d'arrondissement | Conseillers d'arrondissement | Conseillers d'arrondissement | Nombre d'élus par arrondissement | Nombre d'élus par arrondissement | Nombre d'élus par arrondissement | Habitants par conseiller de Paris | Habitants par conseiller de Paris |
| Secteur       | Arrondissement | de 1983 à 2014       | de 2014 à 2020       | depuis 2020          | avant 2014                   | de 2014 à 2020               | depuis 2020                  | avant 2014                       | de 2014 à 2020                   | depuis 2020                      | en 2015,                          | en 2021,                          |
| ------------- | -------------- | -------------------- | -------------------- | -------------------- | ---------------------------- | ---------------------------- | ---------------------------- | -------------------------------- | -------------------------------- | -------------------------------- | --------------------------------- | --------------------------------- |
| Paris Centre  | 1er            | 3                    | 1                    | 8                    | 10                           | 10                           | 16                           | 13                               | 11                               | 24                               | 16 545                            | 12 269                            |
| Paris Centre  | 2e             | 3                    | 2                    | 8                    | 10                           | 10                           | 16                           | 13                               | 12                               | 24                               | 10 398                            | 12 269                            |
| Paris Centre  | 3e             | 3                    | 3                    | 8                    | 10                           | 10                           | 16                           | 13                               | 13                               | 24                               | 11 683                            | 12 269                            |
| Paris Centre  | 4e             | 3                    | 2                    | 8                    | 10                           | 10                           | 16                           | 13                               | 12                               | 24                               | 13 573                            | 12 269                            |
| 5e            | 5e             | 4                    | 4                    | 4                    | 10                           | 10                           | 10                           | 14                               | 14                               | 14                               | 14 833                            | 14 210                            |
| 6e            | 6e             | 3                    | 3                    | 3                    | 10                           | 10                           | 10                           | 13                               | 13                               | 13                               | 14 143                            | 13 403                            |
| 7e            | 7e             | 5                    | 4                    | 4                    | 10                           | 10                           | 10                           | 15                               | 14                               | 14                               | 13 533                            | 11 987                            |
| 8e            | 8e             | 3                    | 3                    | 3                    | 10                           | 10                           | 10                           | 13                               | 13                               | 13                               | 12 231                            | 11 708                            |
| 9e            | 9e             | 4                    | 4                    | 4                    | 10                           | 10                           | 10                           | 14                               | 14                               | 14                               | 14 852                            | 14 738                            |
| 10e           | 10e            | 6                    | 7                    | 7                    | 12                           | 14                           | 14                           | 18                               | 21                               | 21                               | 13 110                            | 11 935                            |
| 11e           | 11e            | 11                   | 11                   | 11                   | 22                           | 22                           | 22                           | 33                               | 33                               | 33                               | 13 621                            | 12 962                            |
| 12e           | 12e            | 10                   | 10                   | 10                   | 20                           | 20                           | 20                           | 30                               | 30                               | 30                               | 14 234                            | 14 095                            |
| 13e           | 13e            | 13                   | 13                   | 13                   | 26                           | 26                           | 26                           | 39                               | 39                               | 39                               | 14 094                            | 13 719                            |
| 14e           | 14e            | 10                   | 10                   | 10                   | 20                           | 20                           | 20                           | 30                               | 30                               | 30                               | 13 999                            | 13 637                            |
| 15e           | 15e            | 17                   | 18                   | 18                   | 34                           | 36                           | 36                           | 51                               | 54                               | 54                               | 13 055                            | 12 653                            |
| 16e           | 16e            | 13                   | 13                   | 13                   | 26                           | 26                           | 26                           | 39                               | 39                               | 39                               | 12 730                            | 12 466                            |
| 17e           | 17e            | 13                   | 12                   | 12                   | 26                           | 24                           | 24                           | 39                               | 36                               | 36                               | 14 044                            | 13 701                            |
| 18e           | 18e            | 14                   | 15                   | 15                   | 28                           | 30                           | 30                           | 42                               | 45                               | 45                               | 13 172                            | 12 563                            |
| 19e           | 19e            | 12                   | 14                   | 14                   | 24                           | 28                           | 28                           | 36                               | 42                               | 42                               | 13 261                            | 12 973                            |
| 20e           | 20e            | 13                   | 14                   | 14                   | 26                           | 28                           | 28                           | 39                               | 42                               | 42                               | 13 968                            | 13 558                            |
| Nombre d'élus | Nombre d'élus  | 163                  | 163                  | 163                  | 354                          | 364                          | 340                          | 517                              | 527                              | 503                              | 13 537                            | 13 087                            |

- Sous-représentation supérieure de 5 % à la moyenne.
- Sur-représentation supérieure de 5 % à la moyenne.

### Conseillers de Paris du18earrondissement
Les conseillers de Paris élus dans le 18e arrondissement sont au nombre de 15 dont le maire :
- 5 issus du Parti socialiste : Eric Lejoindre, Carine Rolland, Maya Akkari, Afaf Gabelotaud, Jean-Philippe Daviaud
- 1 du Parti radical de gauche : Jean-Bernard  Bros
- 4 du groupe Les Écologistes : Anne-Claire Boux, Émile Meunier, Frédéric Badina-Serpette, Douchka Markovic
- 2 du Parti communiste français : Ian Brossat et Barbara Gomez
- 2 des Les Républicains : Pierre-Yves Bournazel et Christian Honoré

### Adjoints au maire de Paris, élus du18earrondissement
Trois adjointes auprès d'Anne Hidalgo, la maire de Paris, sont élues du 18e arrondissement: 
Anne-Claire Boux, chargée de la santé, Afaf Gabelotaud, chargée des politiques de l'emploi et Galla Bridier, chargée des personnes âgées. L'adjoint à la maire de Paris, élu du 18e arrondissement, est Ian Brossat, chargé du logement.

### Adjoints au maire du18earrondissement
La mairie du 18e arrondissement compte dix-sept adjoints au maire, dont Ayodele Ikuesan-Oudart et Gabrielle Siry-Houari.

### Résultats aux élections dans le18earrondissement
| Scrutin             | Scrutin             | 1er tour | 1er tour  | 1er tour | 1er tour | 1er tour | 1er tour | 1er tour | 1er tour | 1er tour | 1er tour | 1er tour | 1er tour | 2d tour        | 2d tour        | 2d tour        | 2d tour        | 2d tour        | 2d tour        |
| Scrutin             | Scrutin             | 1er      | 1er       | %        | 2e       | 2e       | %        | 3e       | 3e       | %        | 4e       | 4e       | %        | 1er            | 1er            | %              | 2e             | 2e             | %              |
| ------------------- | ------------------- | -------- | --------- | -------- | -------- | -------- | -------- | -------- | -------- | -------- | -------- | -------- | -------- | -------------- | -------------- | -------------- | -------------- | -------------- | -------------- |
| Présidentielle 2017 | Présidentielle 2017 |          | EM        | 33,81    |          | LFI      | 28,38    |          | LR       | 14,53    |          | PS       | 13,33    |                | EM             | 90,48          |                | FN             | 9,52           |
| Présidentielle 2022 | Présidentielle 2022 |          | LFI       | 41,70    |          | LREM     | 29,03    |          | LÉ       | 8,96     |          | RN       | 5,07     |                | LREM           | 87,17          |                | RN             | 12,83          |
| Législatives 2022   | 18e                 |          | LFI-Nupes | 45,98    |          | Hor-Ens  | 34,96    |          | DVG      | 3,90     |          | LR       | 3,47     |                | LFI            | 52,68          |                | Hor            | 47,32          |
| Législatives 2024   | 18e                 |          | LFI-NFP   | 51,32    |          | Hor-Ens  | 31,74    |          | RN       | 6,95     |          | LR       | 4,01     | Pas de 2d tour | Pas de 2d tour | Pas de 2d tour | Pas de 2d tour | Pas de 2d tour | Pas de 2d tour |

## Démographie
En 2020, l'arrondissement était peuplé de 191 135 habitants sur 601 hectares, soit 31 803 hab/km2, ce qui en fait le troisième arrondissement le plus peuplé après les 15e et 20e arrondissements. Avec une croissance de 3 %, il enregistre la plus forte progression, avec les 19e, 20e et 2e arrondissements.

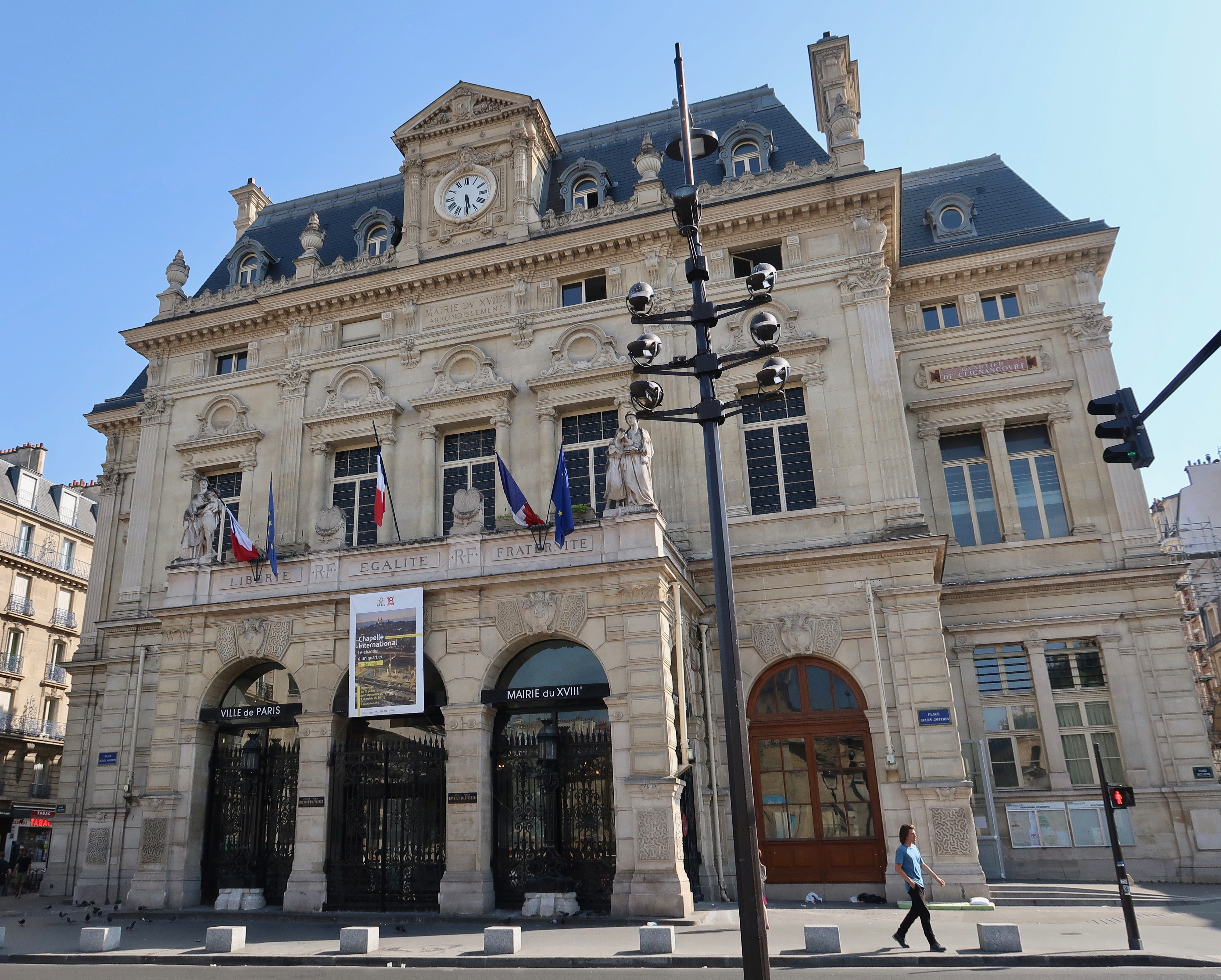
Façade de la mairie du.

| Année (recensement national) | Population | Densité (hab. par km2) |
| ---------------------------- | ---------- | ---------------------- |
| 1861                         | 106 356    |                        |
| 1866                         | 130 456    |                        |
| 1872                         | 131 700    |                        |
| 1931 (pic de population)     | 288 810    | 48 095                 |
| 1962                         | 254 974    | 42 460                 |
| 1968                         | 236 776    | 39 430                 |
| 1975                         | 208 970    | 34 799                 |
| 1982                         | 186 866    | 31 118                 |
| 1990                         | 187 657    | 31 250                 |
| 1999                         | 184 586    | 30 713                 |
| 2006                         | 192 042    | 31 953                 |
| 2011                         | 203 127    | 33 798                 |
| 2017                         | 196 131    | 32 634                 |
| 2020                         | 191 135    | 31 803                 |

### Population par quartier
- Population du quartier des Grandes-Carrières (superficie : 190 hectares)

| Année | Population | Densité (hab. par km2) | Croissance annuelle depuis le dernier recensement |
| ----- | ---------- | ---------------------- | ------------------------------------------------- |
| 1861  | 18 329     |                        | création                                          |
|       |            |                        |                                                   |

- Population du quartier de Clignancourt (superficie : 160 hectares)

| Année | Population | Densité (hab. par km2) | Croissance annuelle depuis le dernier recensement |
| ----- | ---------- | ---------------------- | ------------------------------------------------- |
| 1861  | 21 148     |                        | création                                          |
|       |            |                        |                                                   |

- Population du quartier de la Goutte-d'Or (superficie : 110 hectares)

| Année | Population | Densité (hab. par km2) | Croissance annuelle depuis le dernier recensement |
| ----- | ---------- | ---------------------- | ------------------------------------------------- |
| 1861  | 26 012     |                        | création                                          |
|       |            |                        |                                                   |

- Population du quartier de la Chapelle (superficie : 140 hectares)

| Année | Population | Densité (hab. par km2) | Croissance annuelle depuis le dernier recensement |
| ----- | ---------- | ---------------------- | ------------------------------------------------- |
| 1861  | 7 814      |                        | création                                          |
|       |            |                        |                                                   |

### Immigration
En 1999, 54,2 % des jeunes de moins de 18 ans étaient d'origine étrangère (au moins un parent immigré) et en 2005, les jeunes d’origine maghrébine, subsaharienne ou turque représentaient 37 % des jeunes de moins de 18 ans,.

## Géographie

### Quartiers administratifs

Les quartiers du

Croquis de localisation du 18e arrondissement de Paris, de ses quartiers et de ses principales infrastructures de transport.

1. Quartier des Grandes-Carrières (69e quartier de Paris)
2. Quartier de Clignancourt (70e quartier de Paris)
3. Quartier de la Goutte-d'Or (71e quartier de Paris)
4. Quartier de la Chapelle (72e quartier de Paris)

### Voies du18earrondissement

#### Principales rues et voies
- rue des Abbesses
- boulevard Barbès
- boulevard Marguerite-de-Rochechouart
- rue Caulaincourt
- rue Championnet
- boulevard de Clichy
- rue Damrémont
- rue Lamarck
- rue Lepic
- rue Marcadet
- rue des Martyrs
- rue du Mont-Cenis
- rue Ordener
- boulevard Ornano
- rue des Cheminots
- rue Eva Kotchever
- rue Pierre-Mauroy
- rue de la Chapelle

## Bâtiments et installations

### Édifices et lieux remarquables
- La place du Tertre
- Le Talus (Paris)
- La place Dalida
- Le Moulin Rouge
- Le Moulin de la galette
- Le Cabaret du Lapin Agile
- Le marché de La Chapelle
- Le Quartier Pigalle
- La station de métro Abbesses
- Le Cimetière Saint-Vincent
- Le Cimetière du Calvaire
- Le Cimetière de Montmartre
- La Croix de l'Évangile

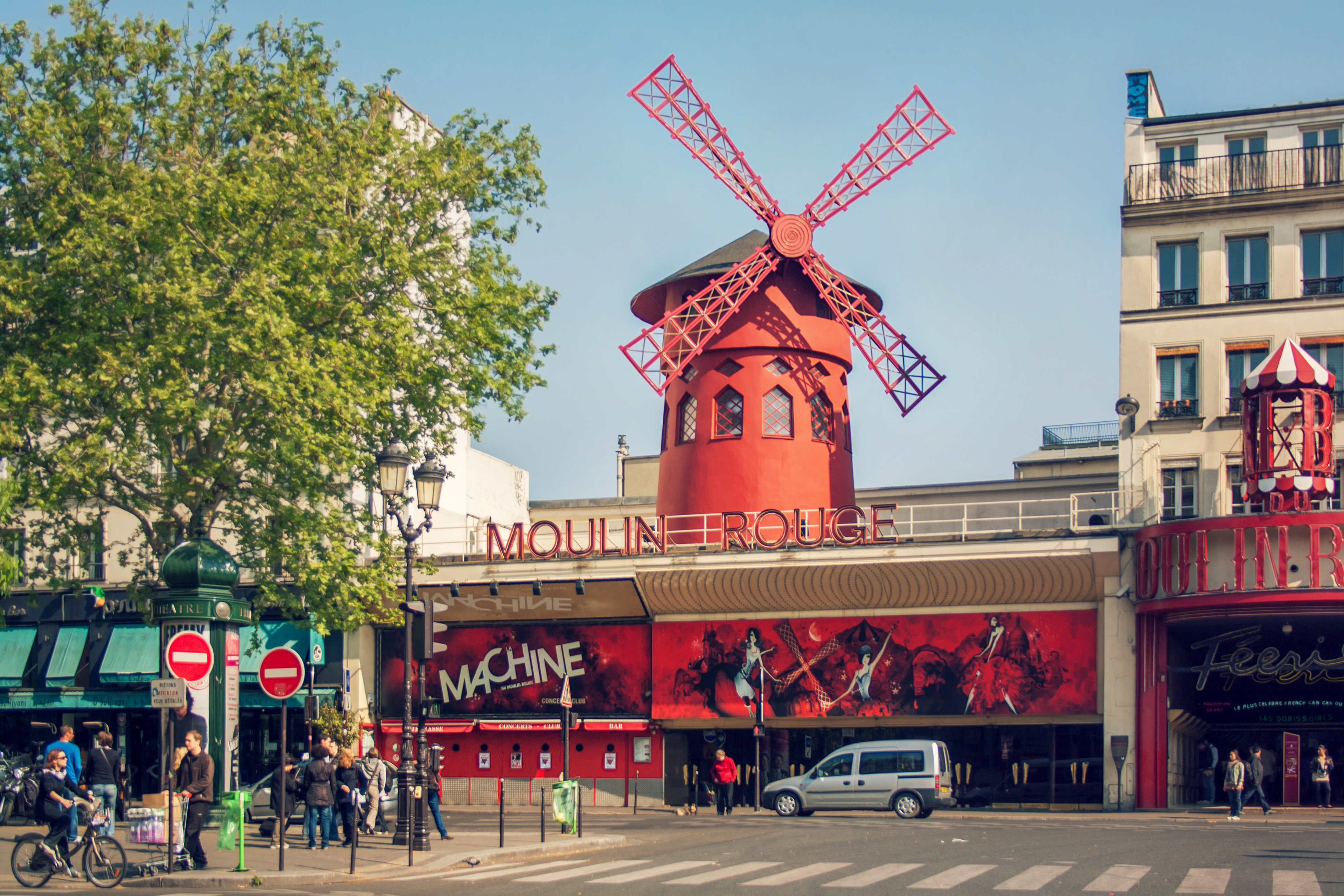
Le Moulin Rouge.

- La brasserie Wepler située place de Clichy

### Hôpitaux
- Hôpital Bretonneau
- Hôpital Bichat-Claude-Bernard

### Lieux de culte
- Églises catholiques :
  - Basilique du Sacré-Cœur

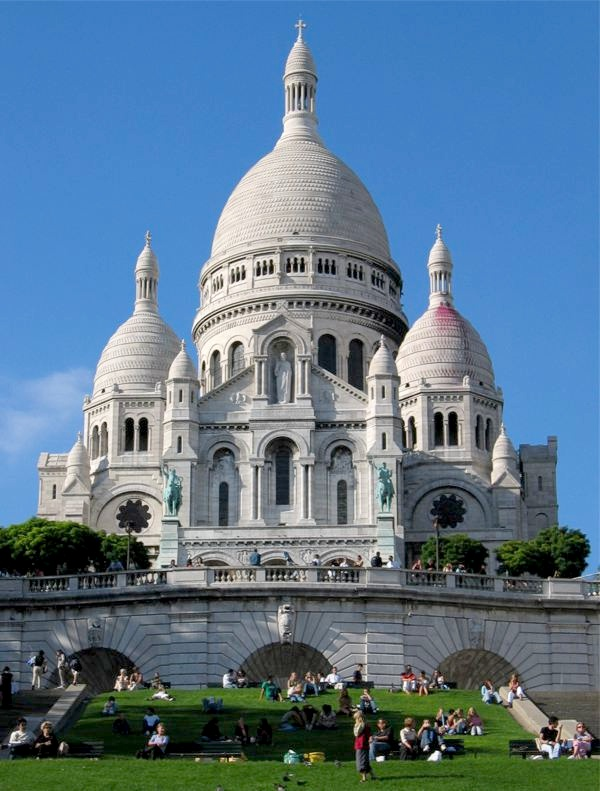
Le Sacré-Cœur de Montmartre.

  - Église Saint-Pierre de Montmartre
  - Église Saint-Jean de Montmartre
  - Église Saint-Bernard de la Chapelle
  - Église Notre-Dame de Clignancourt
  - Église Saint-Denys de la Chapelle, accolée à la basilique Sainte-Jeanne-d’Arc.
  - Église Notre-Dame du Bon Conseil
  - Église Sainte-Hélène
  - Église Sainte-Geneviève des Grandes-Carrières
  - Église Saint-Pierre-Saint-Paul (dans le quartier de la Croix de l'Évangile)
- Églises protestantes
  - Église populaire évangélique de la Maison Verte, 127 rue Marcadet
  - Église luthérienne Saint-Paul de Montmartre, 90 boulevard Barbès
  - Église Baptiste du Tabernacle, 163 bis rue Belliard
- Église orthodoxe serbe
  - Église Saint-Sava
- Synagogues :
  - 13 rue Sainte-Isaure
  - 2 rue Tristan-Tzara
  - 42 rue des Saules
- Mosquées :
  - Mosquée du 18e, rue des Poissonniers
  - Mosquée AbdelMajid, rue Léon
  - Mosquée Khalid Ibn El Walid, rue Myrha
  - Mosquée Al Fath, rue Polonceau

### Complexes sportifs
Le 18e arrondissement possède 22 équipements sportifs : 3 piscines, 4 stades, 9 gymnases, 3 terrains d'éducation sportive et 3 salles spécialisées.
- Espace de glisse parisien 18

### Espaces verts
Jardins
- Jardin des Abbesses
- Jardin des Arènes-de-Montmartre
- Jardins d'Éole
- Jardin de l'Évangile
- Jardin Frédéric-Dard
- Jardin Henri-Sauvage
- Jardin Jane-Vialle
- Jardin Louise-Weber-dite-La-Goulue
- Jardin Nusch-Éluard
- Jardin Rachmaninov
- Jardin René-Binet
- Jardins Rosa-Luxemburg
- Jardin de la Rue-Ginette-Neveu
- Jardin Simplon

Squares
- Square du 21-Avril-1944
- Square Alain-Bashung
- Square Carpeaux
- Square Charles-Hermite
- Square Claude-Charpentier
- Square des Deux-Nèthes
- Square Françoise-Hélène-Jourda
- Square Jehan-Rictus
- Square de Jessaint
- Square Joël-Le Tac
- Square Léon
- Square Léon-Serpollet
- Square Louise-de-Marillac
- Square Louise-Michel
- Square de la Madone
- Square Marcel-Sembat
- Square Marc-Séguin
- Square Maria-Vérone
- Square Maurice-Kriegel-Valrimont
- Square Nadar
- Square Paul-Robin
- Square Raymond-Queneau
- Square Raymond-Souplex
- Square de la Rue-Henri-Huchard
- Square Saint-Bernard - Saïd-Bouziri
- Square Sainte-Hélène
- Square Suzanne-Buisson

Divers
- Bois Dormoy
- Parc Chapelle-Charbon
- Parc Marcel-Bleustein-Blanchet
- Vigne de Montmartre

## Économie et tourisme
La fête des vendanges de Montmartre

### Revenus de la population et fiscalité
En 2011, le revenu fiscal médian par ménage était de 27 605 €, ce qui place le 18e arrondissement au dernier rang parmi les 20 arrondissements de Paris.

## Culture

### Musées
- Musée de Montmartre
- Espace Dalí
- Halle Saint-Pierre

### Salles d'exposition
Le Bal, situé au 6 impasse de la Défense, est une salle d'exposition créée par les Amis de Magnum-photos et ouverte le 18 septembre 2010. Elle est destinée aux expositions pour la représentation du réel sous toutes ses formes, de la photographie aux nouveaux médias.
L'Institut des cultures d'Islam, aux 19-23 rue Léon, propose des expositions (photos, peintures, vidéos...) sur le thème de l'Islam et de ses représentations.

### Cinémas
- Pathé Wepler
- Studio 28
- Gaumont-Palace (aujourd'hui disparu)
- Cinéma des cinéastes
- Le Louxor

### Théâtres

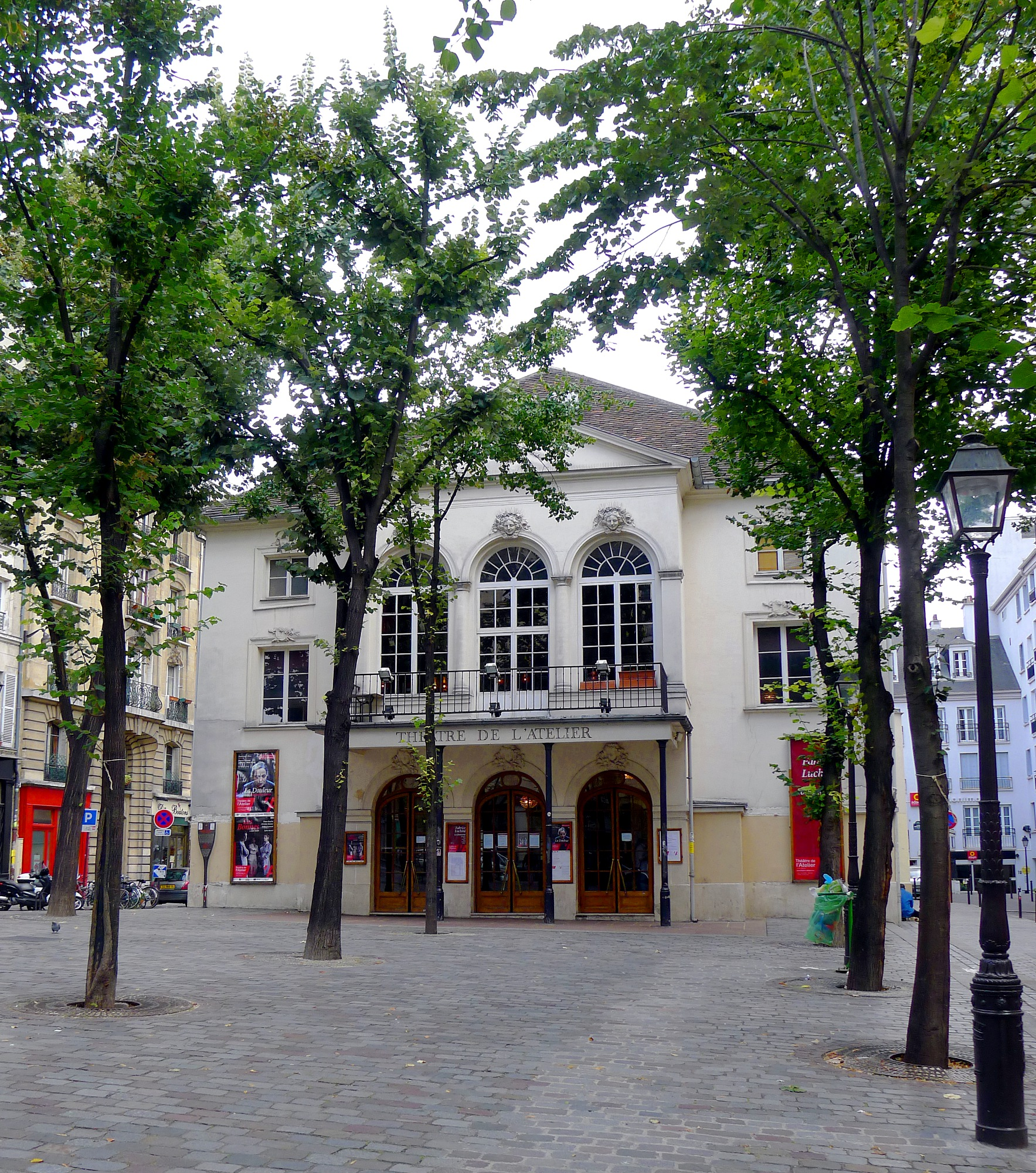
Théâtre de l'Atelier sur la place Charles-Dullin.

- Théâtre de l'Atelier, 1 place Charles-Dullin
- Ciné 13 Théâtre
- Théâtre des Abbesses, rue des Abbesses
- Théâtre Funambule Montmartre, 53 rue des Saules
- Le Divan du Monde, 75 rue des Martyrs
- Les Trois Baudets, 64 boulevard de Clichy
- L'Étoile du Nord, 16 rue Georgette-Agutte
- Sudden théâtre, 14 bis rue Sainte-Isaure
- Théâtre de la Manufacture des Abbesses, 7 rue Véron
- Théâtre de Dix heures, 36 boulevard de Clichy
- Théâtre de la Reine Blanche, 2bis passage Ruelle
- Le Canotier du Pied de la Butte, 62 boulevard Marguerite-de-Rochechouart
- Le Trianon, 80 boulevard Marguerite-de-Rochechouart
- Lavoir moderne parisien, 35 rue Léon
- Théâtre Montmartre Galabru, 4 rue de l'Armée-d'Orient
- Théâtre des Deux Ânes, 100 boulevard de Clichy
- La Cigale, 120 boulevard Marguerite-de-Rochechouart
- Théâtre des Béliers parisiens, 14 bis rue Sainte-Isaure

## Personnalités célèbres

### Personnalités célèbres liées à l'arrondissement
- Aristide Bruant (1851-1925), chansonnier et compositeur français y est décédé ;
- André Grall (1956-), écrivain, scénariste, prix Alphonse Allais (1992) ;
- Antonet (1872-1935), clown, vécut et décéda au 12, rue de la Vieuville ;
- Maurice Asselin (1882-1947) vécut rue Lamarck, puis rue de Caulaincourt ;
- Hélène Azenor (1910-2010), peintre, graveuse et illustratrice, y est née ;
- Alain Bashung (1947-2009) vécut Villa Poissonnière, dans quartier de la Goutte-d'Or. Il est enterré au cimetière du Père-Lachaise et un square porte son nom dans le quartier où il vécut ;
- Jeanne Bohec (1919-2010) résistante, ancienne maire-adjoint de l'arrondissement, a donné son nom à une place du quartier ;
- Georges Capon (1890-1980), artiste peintre et lithographe, vécut au 4, rue Camille-Tahan ;
- Patrick Cauvin (1932-2010), alias Claude Klotz, romancier et scénariste, vécut rue Caulaincourt.
- Nathalie Chabrier (1932-), artiste peintre et lithographe installée à la cité Montmartre-aux-artistes ;
- Georges Clemenceau (1841-1929) fut maire du 18e arrondissement ;
- Coccinelle (1931-2006), artiste chez Madame Arthur, vivait boulevard Marguerite-de-Rochechouart face à l'allée qui porte son nom ;
- Copi (1939-1987), dessinateur, vivait rue Cauchois, où une plaque de la Ville de Paris rappelle sa mémoire[22] ;
- Pere Créixams (1893-1965), artiste peintre barcelonais, s'est réfugié à Montmartre après la guerre d'Espagne ;
- Roger Crusat (1917-1994), artiste peintre, vécut au 22, rue Tourlaque ;
- Dalida vécut rue d'Orchampt, non loin de la place qui porte aujourd'hui son nom, et est enterrée au cimetière de Montmartre ;
- Nusch (1906-1946) et Paul Éluard (1895-1952) vivaient rue Marx-Dormoy, à proximité de la place et du jardin qui portent aujourd'hui leur nom ;
- Doc Gynéco, auteur-compositeur-interprète et rappeur, a grandi au 23e étage de la tour Mercedes de la Porte de la Chapelle ;
- Doomams, rappeur du groupe Sexion d'assaut ;
- Roland Dubuc (1924-1998) vécut successivement Rue Saint-Vincent, rue Myrha et rue Francœur ;
- Olivia Époupa (1994-), joueuse internationale de basket-ball, quartier Goutte-d'or[23] ;
- Flynt, célèbre notamment pour son feat. avec Orelsan, présent dans l'album Itinéraire Bis ;
- Charles Genty (1876-1956) vécut au 3, rue Nobel, tandis que son atelier était situé rue Saint-Vincent ;
- Guy Hocquenghem (1946-1988) vécut rue Cauchois ;
- Ayodelé Ikuesan, athlète spécialiste du 100m et relais 4x100m (JO de Pékin en 2008 et JO de Londres en 2012) ;
- Zlata Izraelski (1920-1944) résistante française d'origine polonaise, a passé sa jeunesse au 47 rue Boinod
- Bernard-Marie Koltès (1948-1989) a vécu au 15 bis rue Cauchois ;
- Suzanne Leclézio (1898-1987) et Yvonne Ziegler (1902-1988), résistantes et déportées à Ravensbrück, ont sauvé les enfants juifs de la rue Marcadet[24] ;
- Fabrice Luchini a grandi rue Ramey et vit aujourd'hui dans le quartier Jules Joffrin ;
- Le rappeur Lefa (né en 1985), du groupe Sexion d'assaut ;
- Jacques Mesrine y fut abattu le 2 novembre 1979, à l'âge de 42 ans, Porte de Clignancourt par les policiers de Robert Broussard ;
- Louise Michel (1830-1905) y fut institutrice dans une école qu'elle ouvrit rue Houdon ;
- Michou (1931-2020) vivait villa Dancourt, près de son cabaret de la rue des Martyrs ;
- Marcel Montreuil (1894-1976), peintre, récompensé aux salons de Saint-Mandé et de Vincennes, mention honorable au Salon des Artistes français (1966). Il habitait au n°67 du boulevard Barbès[25].
- Suzanne Morel-Montreuil (1891-1983), peintre, médaille de Vermeil de la Ville de Paris, médaille d'or au Salon des Artistes français (1969). Elle habitait au n°67 du boulevard Barbès[26].
- Piéral (1923-2003) vécut rue Berthe ;
- Jacques Prévert (1900-1977) vécut au 6 bis Cité Véron, à quelques pas du Moulin Rouge ;
- Teddy Riner (1989-), judoka français multiple champion du monde, a grandi dans le quartier de la Chapelle
- Marguerite de Rochechouart (1665-1727), fut l'une des dirigeantes de l'abbaye de Montmartre ;
- Le collectif de rap Scred Connexion, originaire du boulevard Barbès ;
- Roger Schandalow (1915-2002), survivant de la Shoah évadé du convoi n° 62 pour le camp d'Auschwitz, y est né ;
- Hugo TSR, rappeur du TSR Crew qui vit rue de La Chapelle, non loin de la Porte de La Chapelle ;
- Alberto Velasco (1963-1995), auteur, plasticien et photographe a vécu rue Damrémont ;
- Louise Weber (1866-1929), dite "La Goulue", reste une personnalité importante de l'histoire de l'arrondissement et un square porte son nom au centre de Montmartre.
- Adama Niane (1966-2023), acteur français, y est né et décédé. Il habitait rue Eugène-Carrière.
- Germaine Pichot (1880-1948), fondatrice de La Maison Rose à Montmartre.

## Transports en commun
L'arrondissement est desservi au sud par la ligne 2 du métro de Paris, qui fait le tour par le nord de la ville ; elle est aérienne vers l'est à partir de Barbès - Rochechouart et franchit les emprises de deux gares SNCF par de longs viaducs. Au nord, une des lignes de bus de la Petite Ceinture parcourt les boulevards des Maréchaux.
Quatre lignes du métro de Paris traversent l'arrondissement :
- (Place de Clichy, Blanche, Pigalle, Anvers, Barbès - Rochechouart, Stalingrad et La Chapelle).
- (Barbès - Rochechouart, Château Rouge, Marcadet - Poissonniers, Simplon et Porte de Clignancourt).
- (Pigalle, Abbesses, Lamarck - Caulaincourt, Jules Joffrin, Marcadet - Poissonniers, Marx Dormoy et Porte de la Chapelle).
- (Place de Clichy, La Fourche, Guy Môquet et Porte de Saint-Ouen).

Une ligne de tramway dessert l'arrondissement :
- . (Porte d'Aubervilliers, Colette Besson, Diane Arbus, Porte de Clignancourt, Angélique Compoint et Porte de Saint-Ouen).

L'arrondissement est proche de la gare Saint-Lazare et de la gare du Nord. Cet arrondissement est par ailleurs traversé dans sa partie orientale par les voies ferrées et les gares de triage qui mènent aux gares du Nord et de l'Est. Ces emprises ferroviaires isolent le quartier de la Chapelle du reste de l'arrondissement.